# Paronchestus charon
Paronchestus charon is een insect uit de orde Phasmatodea en de familie Phasmatidae. De wetenschappelijke naam van deze soort werd voor het eerst geldig gepubliceerd in 1908 door Ludwig Redtenbacher.